# Copa Mercosur 2000
III Copa Mercosur 2000

## 1/8 finału
Do ćwierćfinału awansują mistrzowie grup i trzej najlepsi z pięciu wicemistrzów.

### Grupa A
01.08  CA River Plate –  CA Vélez Sarsfield 2:1(1:1)
1:0 Leonel Gancedo 8, 1:1 José Luis Chilavert 39k, 2:1 Roberto Bonano 70k
22.08  CR Flamengo –  CA River Plate 1:2(0:1)
0:1 Pedro Saravia 12, 1:1 Dejan Petkovic 61, 1:2 Martín Cardetti 68
29.08  CA Vélez Sarsfield –  Club Universidad de Chile 3:1(1:0)
1:0 Rolando Zárate 12, 2:0 José Luis Chilavert 61k, 2:1 Leonardo Rodríguez 69k, 3:1 Federico Domínguez 89
06.09  Club Universidad de Chile –  CR Flamengo 0:4(0:2)
0:1 Edilson 8, 0:2 Fãbao 9, 0:3 Edilson 52, 0:4 Denilson 65
12.09  Club Universidad de Chile –  CA River Plate 2:3(2:2)
0:1 Martín Cardetti 10, 1:1 Leonardo Rodríguez 28, 1:2 Leonel Gancedo 30, 2:2 Diego Rivarola 35, 2:3 José María Paz 54
12.09  CA Vélez Sarsfield –  CR Flamengo 1:1(1:0)
1:0 Darío Husaín 19, 1:1 Dejan Petkovic 61
19.09  CR Flamengo –  Club Universidad de Chile 2:0(0:0)
1:0 Dejan Petkovic 85, 2:0 Dejan Petkovic 90
20.09  CA Vélez Sarsfield –  CA River Plate 1:1(0:0)
0:1 Eduardo Coudet 60, 1:1 José Luis Chilavert 63
26.09  Club Universidad de Chile –  CA Vélez Sarsfield 1:1(1:1)
1:0 Rodrigo Barrera 16k, 1:1 Víctor Müller 45
26.09  CA River Plate –  CR Flamengo 0:0

24.10  CA River Plate –  Club Universidad de Chile 2:0(1:0)
1:0 Nelson Cuevas 31, 2:0 Eduardo Coudet 68
24.10  CR Flamengo –  CA Vélez Sarsfield 2:0(0:0)
1:0 Adriano 59, 2:0 Roma 88
| Klub                      | Mecze | Zw | Rem | Por | Pkt | BrZd | BrStr |
| ------------------------- | ----- | -- | --- | --- | --- | ---- | ----- |
| CA River Plate            | 6     | 4  | 2   | 0   | 14  | 10   | 5     |
| CR Flamengo               | 6     | 3  | 2   | 1   | 11  | 10   | 3     |
| CA Vélez Sarsfield        | 6     | 1  | 3   | 2   | 6   | 7    | 8     |
| Club Universidad de Chile | 6     | 0  | 1   | 5   | 1   | 4    | 15    |

### Grupa B
08.08  Cruzeiro EC –  CA Independiente 3:0(0:0)
1:0 Sergio Manoel 50k, 2:0 Alexander Viveros 67, 3:0 Müller 90+
22.08  SE Palmeiras –  CD Universidad Católica 1:1(0:1)
0:1 Franco Quiroz 31, 1:1 Juninho 58
29.08  CD Universidad Católica –  Cruzeiro EC 2:3(0:2)
0:1 Fabio Junior 36, 0:2 Fabio Junior 41, 0:3 Fabio Junior 55, 1:2 Milovan Mirosevic 67, 2:3 Néstor Gorosito 86
30.08  CA Independiente –  SE Palmeiras 1:2(0:0)
0:1 Adriano 59, 0:2 Lopes 82, 1:2 Sebastián Rozental 89
07.09  SE Palmeiras –  Cruzeiro EC 0:2(0:0)
0:1 Oseas 63, 0:2 Sergio Manoel 82
14.09  CA Independiente –  CD Universidad Católica 3:0(2:0)
1:0 Francisco Guerrero 3, 2:0 Miguel Ramírez 27s, Diego Forlán 83
19.09  CA Independiente –  Cruzeiro EC 2:0(2:0)
1:0 Cristián Domizi 13, 2:0 Francisco Guerrero 20
20.09  CD Universidad Católica –  SE Palmeiras 1:3(1:0)
1:0 Franco Quiroz 41, 1:1 Lopes 50, 1:2 Adriano 63, 1:3 Adriano 68
27.09  SE Palmeiras –  CA Independiente 2:0(0:0)
1:0 Adriano 55, 2:0 Francisco Arce 82
28.09  Cruzeiro EC –  CD Universidad Católica 4:0(1:0)
1:0 Jackson 7, 2:0 Jackson 46, 3:0 Cris 56, 4:0 Oseas 72k
25.10  CD Universidad Católica –  CA Independiente 3:3(1:0)
1:0 Néstor Gorosito 41, 2:0 Milovan Mirosevic 46, 3:0 Milovan Mirosevic 59, 3:1 Cristián Domizi 68, 3:1 Cristián Domizi 71, 3:3 Cristián Domizi 75
25.10  Cruzeiro EC –  SE Palmeiras 0:0
| Klub                    | Mecze | Zw | Rem | Por | Pkt | BrZd | BrStr |
| ----------------------- | ----- | -- | --- | --- | --- | ---- | ----- |
| Cruzeiro EC             | 6     | 4  | 1   | 1   | 13  | 12   | 4     |
| SE Palmeiras            | 6     | 3  | 2   | 1   | 11  | 8    | 5     |
| CA Independiente        | 6     | 2  | 1   | 3   | 7   | 9    | 10    |
| CD Universidad Católica | 6     | 0  | 2   | 4   | 2   | 7    | 17    |

### Grupa C
03.08  CSD Colo-Colo –  São Paulo FC 3:1(2:0)
1:0 Carlos Reyes 3, 2:0 Emerson Pereira 43, 3:0 Emerson Pereira 81, 3:1 França 89k
10.08  Rosario Central –  Cerro Porteño 2:1(1:0)
1:0 Rafael Maceratesi 13, 2:0 Miguel Cáceres 63, 2:1 Guido Alvarenga 90
22.08  Cerro Porteño –  CSD Colo-Colo 2:1(0:0)
0:1 Marcelo Barticciotto 55, 1:1 Francisco Ferreira 72, 2:1 Francisco Ferreira 76
24.08  São Paulo FC –  Rosario Central 1:0(0:0)
1:0 Gustavo Nery 76
30.08  Cerro Porteño –  São Paulo FC 4:2(1:1)
1:0 Flavio Zandoná 17, 1:1 Sandro Hiroshi 45, 2:1 Virgilio Ferreira 60, 3:1 Guido Alvarenga 66, 4:1 Jorge Campos 71, 4:2 Souza 74
31.08  CSD Colo-Colo –  Rosario Central 0:1(0:1)
0:1 Ezequiel González 49
06.09  São Paulo FC –  CSD Colo-Colo 4:0(1:0)
1:0 Gustavo Nery 24, 2:0 Julio Baptista 57, 3:0 Marcelo Ramos 66, 4:0 Alemao 86
14.09  Cerro Porteño –  Rosario Central 1:4(1:2)
0:1 Rafael Maceratesi 14, 1:1 Francisco Ferreira 17, 1:2 Ezequiel González 33, 1:3 Ricardo Canals 67, 1:4 Rafael Maceratesi 84
21.09  CSD Colo-Colo –  Cerro Porteño 2:1(0:1)
0:1 Virgilio Ferreira 15, 1:1 Ignacio Quinteros 70, 2:1 Rodrigo López 88
21.09  Rosario Central –  São Paulo FC 2:1(1:0)
1:0 Ezequiel González 15, 2:0 Javier Cappelletti 68, 2:1 Sandro Hiroshi 77
19.10  Rosario Central –  CSD Colo-Colo 0:0

19.10  São Paulo FC –  Cerro Porteño 4:4(2:1)
1:0 Souza 11, 1:1 Virgilio Ferreira 13, 2:1 França 24, 3:1 Souza 54, 3:2 Ferreira 61, 3:3 Guido Alvarenga 75, 3:4 Eber Fernández 79, 4:4 França 89
| Klub            | Mecze | Zw | Rem | Por | Pkt | BrZd | BrStr |
| --------------- | ----- | -- | --- | --- | --- | ---- | ----- |
| Rosario Central | 6     | 4  | 1   | 1   | 13  | 9    | 4     |
| São Paulo FC    | 6     | 2  | 1   | 3   | 7   | 13   | 13    |
| Cerro Porteño   | 6     | 2  | 1   | 3   | 7   | 13   | 15    |
| CSD Colo-Colo   | 6     | 2  | 1   | 3   | 7   | 6    | 9     |

### Grupa D
02.08  Club Olimpia –  CA Boca Juniors 0:1(0:0)
0:1 Sebastián Battaglia 86
02.08  SC Corinthians Paulista –  Club Nacional de Football 1:2(0:0)
0:1 Rubén Da Silva 70, 1:1 Luizao 82, 1:2 Rubén Da Silva 85
09.08  Club Nacional de Football –  Club Olimpia 1:0(0:0)
1:0 Gustavo Varela 44
09.08  CA Boca Juniors –  SC Corinthians Paulista 3:0(2:0)
1:0 Marcelo Delgado 3, 2:0 Antonio Barijho 22, 3:0 Martín Andrizzi 65
23.08  SC Corinthians Paulista –  Club Olimpia 1:2(0:1)
0:1 Gilberto Palacios 28, 1:1 Andrezinho 80, 1:2 Francisco Esteche 82k
29.08  CA Boca Juniors –  Club Nacional de Football 1:1(0:0)
0:1 Pablo Islas 69, 1:1 Martín Palermo 77
13.09  Club Nacional de Football –  SC Corinthians Paulista 1:1(0:0)
0:1 Fernando Baiano 65, 1:1 Diego Scotti 70
13.09  CA Boca Juniors –  Club Olimpia 5:2(2:1)
1:0 Antonio Barijho 19, 1:1 Gabriel González 23, 2:1 Fernando Pandolfi 32, 3:1 Gustavo Barros Schelotto 48, 3:2 Francisco Esteche 51, 4:2 Fernando Pandolfi 60k, 5:2 Fernando Pandolfi 63
19.09  SC Corinthians Paulista –  CA Boca Juniors 2:2(0:1)
0:1 Matías Arce 28, 0:2 Fernando Pandolfi 59, 1:2 Ricardinho 77k, 2:2 Ricardinho 90+
20.09  Club Olimpia –  Club Nacional de Football 4:3(2:0)
1:0 Gilberto Palacios, 2:0 Gilberto Palacios 27, 2:1 Sergio Martínez 52, 2:2 Mario Regueiro 60, 2:3 Mario Regueiro 66, 3:3 Francisco Esteche 81k, 4:3 Gustavo Badell 87
18.10  Club Olimpia –  SC Corinthians Paulista 3:2(1:2)
0:1 Ewerthon 14, 0:2 Joao Carlos 21, 1:2 Francisco Esteche 43, 2:2 Luis Monzón 85, 3:2 Juan Carlos Franco 88
18.10  Club Nacional de Football –  CA Boca Juniors 3:3(1:2)
0:1 Hernán Medina 16, 0:2 Antonio Barijho 26, 1:2 Pablo Islas 42k, 1:3 Antonio Barijho 71, 2:3 Pablo Islas 72, 3:3 Mario Regueiro 79
| Klub                      | Mecze | Zw | Rem | Por | Pkt | BrZd | BrStr |
| ------------------------- | ----- | -- | --- | --- | --- | ---- | ----- |
| CA Boca Juniors           | 6     | 3  | 3   | 0   | 12  | 15   | 8     |
| Club Nacional de Football | 6     | 2  | 3   | 1   | 9   | 11   | 10    |
| Club Olimpia              | 6     | 3  | 0   | 3   | 9   | 11   | 13    |
| SC Corinthians Paulista   | 6     | 0  | 2   | 4   | 2   | 7    | 13    |

### Grupa E
01.08  CA Peñarol –  CR Vasco da Gama 4:3(3:2)
0:1 Viola 16, 0:2 Romario 32, 1:2 Luis Romero 34, 2:2 Luis Romero 42, 3:2 José Franco 44, 3:3 Viola 70, 4:3 Carlos Bueno 72
03.08  CA San Lorenzo de Almagro –  Clube Atlético Mineiro 3:4(1:1)
0:1 André 37, 1:1 Sebastián Abreu 44, 2:1 Sebastián Abreu 54, 2:2 Marques 70, 2:3 Ramón 73, 3:3 Bernardo Romeo 83, 3:4 André 87
23.08  Clube Atlético Mineiro –  CA Peñarol 2:1(2:0)
1:0 Guilherme 15, 2:0 Celio Silva 45, 2:1 José Franco 72
24.08  CR Vasco da Gama –  CA San Lorenzo de Almagro 3:0(2:0)
1:0 Romario 40, 2:0 Romario 42, 3:0 Fabiano 90+
31.08  CA Peñarol –  CA San Lorenzo de Almagro 3:2(1:2)
0:1 Bernardo Romeo 6, 1:1 José Franco 23, 1:2 Bernardo Romeo 32, 2:2 José Franco 72, 3:2 Carlos Bueno 74
31.08  Clube Atlético Mineiro –  CR Vasco da Gama 2:0(0:0)
1:0 Guilherme 62k, 2:0 Caico 88
07.09  CR Vasco da Gama –  CA Peñarol 1:1(1:1)
1:0 Romario 12, 1:1 José Franco 44
13.09  Clube Atlético Mineiro –  CA San Lorenzo de Almagro 3:2(2:2)
1:0 Guilherme 3, 2:0 Guilherme 16, 2:1 Guillermo Franco 22, 2:2 Sebastián Abreu 39, 3:2 André Silva 82
27.09  CA Peñarol –  Clube Atlético Mineiro 2:2(1:0)
1:0 Luis Romero, 1:1 André 55, 2:1 Luis Romero 57, 2:2 André 87
28.09  CA San Lorenzo de Almagro –  CR Vasco da Gama 0:2(0:1)
0:1 Juninho Pernambucano 19, 0:2 Romario 87
17.10  CA San Lorenzo de Almagro –  CA Peñarol 1:0(1:0)
1:0 Guillermo Franco 43
17.10  CR Vasco da Gama –  Clube Atlético Mineiro 2:0(1:0)
1:0 Romario 19, 2:0 Juninho Paulista 73
| Klub                      | Mecze | Zw | Rem | Por | Pkt | BrZd | BrStr |
| ------------------------- | ----- | -- | --- | --- | --- | ---- | ----- |
| Clube Atlético Mineiro    | 6     | 4  | 1   | 1   | 13  | 13   | 10    |
| CR Vasco da Gama          | 6     | 3  | 1   | 2   | 10  | 11   | 7     |
| CA Peñarol                | 6     | 2  | 2   | 2   | 8   | 11   | 11    |
| CA San Lorenzo de Almagro | 6     | 1  | 0   | 5   | 3   | 8    | 15    |

### Tabela wicemistrzów
| Klub                      | Mecze | Zw | Rem | Por | Pkt | BrZd | BrStr |
| ------------------------- | ----- | -- | --- | --- | --- | ---- | ----- |
| CR Flamengo               | 6     | 3  | 2   | 1   | 11  | 10   | 3     |
| SE Palmeiras              | 6     | 3  | 2   | 1   | 11  | 8    | 5     |
| CR Vasco da Gama          | 6     | 3  | 1   | 2   | 10  | 11   | 7     |
| Club Nacional de Football | 6     | 2  | 3   | 1   | 9   | 11   | 10    |
| São Paulo FC              | 6     | 2  | 1   | 3   | 7   | 13   | 13    |

## 1/4 finału (01.11i08.11)
CR Flamengo –  CA River Plate 1:2 i 3:4 (pierwszy mecz 31.10)
1. 0:1 Javier Saviola 51, 1:1 Juan 66, 1:2 Ariel Ortega 81
2. 1:0 Edilson 46, 1:1 Javier Saviola 53, 2:1 Juan 64, 2:2 Pablo Aimar 83, 3:2 Dejan Petkovic 84, 3:3 Martín Cardetti 87, 3:4 Ariel Ortega 90

 CR Vasco da Gama –  Rosario Central 1:0 i 0:1, karne 5:4 (pierwszy mecz 31.10)
1. 1:0 Juninho Paulista 19
2. 0:1 Daniel Díaz 90

 SE Palmeiras –  Cruzeiro EC 3:2 i 2:1
1. 1:0 Juninho 1, 2:0 Tuta 37, 3:0 Magrao 67, 3:1 Giovanni 72, 3:2 Juan Pablo Sorín 79
2. 1:0 Galeano 15, 2:0 Francisco Arce 89k, 2:1 Sergio Manoel 90k

 Clube Atlético Mineiro –  CA Boca Juniors 2:0 i 2:2 (drugi mecz 07.11)
1. 1:0 Marques 45, 2:0 Diego Capria 81
2. 1:0 Antonio Barijho 10, 1:1 Claudio Caçapa 38, 2:1 Antonio Barijho, 2:2 André 90

## 1/2 finału (22.11i28.11)
CA River Plate –  CR Vasco da Gama 1:4 i 0:1 (drugi mecz 30.11)
1. 0:1 Romario 22, 0:2 Junior Baiano 32, 0:3 Juninho Paulista 51, 0:4 Pedrinho 65, 1:4 Martín Cardetti 71
2. 0:1 Juninho Paulista 46

 SE Palmeiras –  Clube Atlético Mineiro 4:1 i 2:0
1. 1:0 Tuta 1, 2:0 Paulo Turra 3, 3:0 Tuta 43, 4:0 Basilio 78, 4:1 Claudio Caçapa 64k
2. 1:0 Tuta 46, 2:0 Juninho 87

## FINAŁ
CR Vasco da Gama –  SE Palmeiras 2:0 i 0:1, dodatkowo 4:3
6 grudnia 2000 Rio de Janeiro Estádio São Januário (30000)

 CR Vasco da Gama –  SE Palmeiras 2:0(1:0)

Sędzia: Rezende (Brazylia)

Bramki: 1:0 Juninho Pernambucano 45, 2:0 Romário 77

Czerwone kartki: – / Arce

Club de Regatas Vasco da Gama: Hélton, Clebson, Odvan, Júnior Baiano, Jorginho Paulista, Paulo Miranda, Jorginho, Pedrinho (81 Luisinho), Juninho Pernambucano, Euller (90 Luis Claudio), Romário. Trener: Oswaldo de Oliveira

SE Palmeiras: Sérgio, Arce, Paulo Turra, Galeano, Tiago Silva, Fernando, Magrão, Taddei, Flávio, Basílio, Juninho. Trener: Marco Aurélio
13 grudnia 2000 São Paulo Estádio do Morumbi (30000)

 SE Palmeiras –  CR Vasco da Gama 1:0(1:0)

Sędzia: Godoi (Brazylia)

Bramki: 1:0 Neném 21

SE Palmeiras: Sérgio, Neném, Gilmar, Galeano, Tiago Silva, Fernando, Magrão, Taddei, Flávio (88 Paulo Turra), Juliano (6 Adriano (70 Basílio)), Juninho. Trener: Marco Aurélio

Club de Regatas Vasco da Gama: Hélton, Clebson, Odvan, Júnior Baiano, Jorginho Paulista (79 Viola), Paulo Miranda (36 Pedrinho), Jorginho, Juninho Paulista, Juninho Pernambucano, Euller, Romário. Trener: Oswaldo de Oliveira
20 grudnia 2000 São Paulo Estádio Parque Antártica (30000)

 SE Palmeiras –  CR Vasco da Gama 3:4(3:0)

Sędzia: Rezende (Brazylia)

Bramki: 1:0 Francisco Arce 36k, 2:0 Magrão 37, 3:0 Tuta 45, 3:1 Romário 59k, 3:2 Romário 69, 3:3 Junino Paulista 86, 3:4 Romário 93

Czerwone kartki: – / Júnior Baiano

SE Palmeiras: Sérgio, Arce, Galeano, Gilmar, Tiago Silva, Fernando, Magrão, Flávio, Taddei, Juninho, Tuta (76 Basílio). Trener: Marco Aurélio

Club de Regatas Vasco da Gama: Hélton, Clebson, Odvan, Júnior Baiano, Jorginho Paulista, Nasa (46 Viola), Jorginho (76 Paulo Miranda), Juninho Pernambucano, Juninho Paulista, Euller (87 Mauro Galvão), Romário.
Trener: Oswaldo de Oliveira